# Ecbolium oblongifolium
Ecbolium oblongifolium är en akantusväxtart som beskrevs av K. Vollesen. Ecbolium oblongifolium ingår i släktet Ecbolium och familjen akantusväxter. Inga underarter finns listade i Catalogue of Life.